# Svatopluk Klír
Svatopluk Klír (26. září 1896, Kladno – 28. prosince 1959, Praha) byl český malíř, grafik, typograf a nakladatel edice Zodiak.

## Život
Narodil se v rodině kladenského malíře Františka Josefa Klíra. Vystudoval Umělecko-průmyslovou školu v Praze, byl žákem Emanuela Dítěte, Arnošta Hofbauera, V. H. Brunnera a Jakuba Schikanedera. Soukromě studoval grafiku u Františka Koblihy a Alfonse Muchy.
Po ukončení studií učil kreslení v Kladně a v Litomyšli. V roce 1926 se oženil s Boženou Osvaldovou. Od roku 1941 byl profesorem na Státní grafické škole v Praze.

## Dílo
Zabýval se malbou a grafikou, především dřevorytem. Věnoval se rovněž knižním úpravám. Upravil řadu knih pro knižnici Symposion nebo pro nakladatele Bohuslava Ruppa.
Vydal grafické cykly:
- Pražská nokturna, grafický cyklus, tiskem 1916
- Vzpomínky z Alp, 1919
- Plodná země, 1920

### Aventinum
V roce 1920 se Svatopluk Klír seznámil – díky své tetě a bývalé snoubence Karla Hlaváčka Marii Balounové – s téměř stejně starým začínajícím vydavatelem Otakarem Štorch-Marienem, který mu svěřil úpravu několika knih. Spolupráce s vydavatelstvím Aventinum potom pokračovala několik let a mezi Klírovy známé práce z této doby patří například úprava knih Jakuba Demla Moji přátelé a Miriam, nebo dopisy Karla Hlaváčka snoubence Marii Balounové . Koncem dvacátých let se v Aventinu začali uplatňovat modernější grafici (například František Muzika) . S Otakarem Štorch-Marienem ale zůstali přáteli až do Klírovy smrti.

### Práce v architektuře
Zabýval se rovněž výzdobou budov, například:
- Bratrská revírní pokladna, Kladno, 1923–1924, architekt Alois Dryák, dnes Okresní soud v Kladně
- vila Ferdinanda Heidlera, Praha
- dům Vítězslava Nováka, Litomyšl

### EdiceZodiak
V letech 1927–1948 vydával bibliofilskou knižnici Zodiak. Na úpravě bibliofilií pro tuto edici spolupracovali například Emil Filla, František Kobliha, Jan Konůpek, Václav Mašek, Karel Svolinský, Karel Štika, František Tichý. Po Únoru 1948 bylo Klírovi zabráněno v distribuci knižnice a rovněž nebylo možné dokončit rozpracované tituly. Současně musel za tyto nevydané knihy zaplatit tiskárnám. To ho přivedlo do velmi obtížné finanční situace.